# Angoual Doka I
Angoual Doka I (auch: Angoa Doka Baba, Angoal Doka) ist ein Dorf in der Landgemeinde Dioundiou in Niger.

## Geographie
Das von einem traditionellen Ortsvorsteher (chef traditionnel) geleitete Dorf befindet sich rund zwölf Kilometer südlich des Hauptorts Dioundiou der gleichnamigen Landgemeinde und des gleichnamigen Departements Dioundiou in der Region Dosso. Das kleinere Nachbardorf Angoual Doka II liegt im Süden. Zu weiteren Siedlungen in der näheren Umgebung von Angoual Doka I zählen Makani im Südosten und Guéza Gado im Süden.
Es herrscht das Klima der Sudanzone vor, mit einer durchschnittlichen jährlichen Niederschlagsmenge zwischen 600 und 700 mm.

## Geschichte
Bei einer Untersuchung im Jahr 1984 wurde beim Befall mit der Saugwürmer-Art Schistosoma haematobium unter den 10- bis 13-Jährigen im Ort eine Prävalenz von 67,3 Prozent festgestellt. Ein Dorfbrunnen wurde 1989 durch ein gesamtstaatliches Programm zur Wasserversorgung im ländlichen Raum errichtet, das vom niederländischen Ministerium für Entwicklungszusammenarbeit finanziert worden war.

## Bevölkerung
Bei der Volkszählung 2012 hatte Angoual Doka I 911 Einwohner, die in 112 Haushalten lebten. Bei der Volkszählung 2001 betrug die Einwohnerzahl 1151 in 160 Haushalten und bei der Volkszählung 1988 belief sich die Einwohnerzahl auf 926 in 114 Haushalten.

## Wirtschaft und Infrastruktur
Im Dorf wird ein Wochenmarkt abgehalten. Der Markttag ist Dienstag. Es wird Zuckerrohr angebaut, das auf dem Marché de Katako in der Hauptstadt Niamey verkauft wird. Es gibt eine Schule im Dorf. Durch Angoual Doka I führt die 109,1 Kilometer lange Nationalstraße 2 zwischen der Nationalstraße 1 in Boureïmi und der Nationalstraße 7 in Mafouta. Es handelt sich um eine einfache Erdstraße.